# Електрофонний болід
Електрофонний болід — рідкісне явище природи, яке полягає в тому, що політ боліда супроводжується звуковими ефектами, наприклад потріскуванням.
Парадоксальність явища полягає в тому, що цей звук не може виникати від тертя метеорного тіла об повітря, оскільки він чутний одночасно з прольотом, тобто набагато раніше, ніж звук від самого тіла дійде до спостерігача.
Передбачається, що джерело звуку знаходиться поблизу спостерігача й активізується електромагнітним полем, яке супроводжує політ боліда. Цим джерелом можуть бути електричні розряди, що виникають між близькими до спостерігача предметами або в повітрі.
Останній подібний болід бачили і чули жителі м. Челябінська 15 лютого 2013 року. Під час запущеного РАН інтернет-опитування очевидців падіння метеорита 27 незалежних свідків зазначили, що під час польоту боліда вони чули шипіння, часто порівнюючи його з бенгальськими вогнями, ще 60 чоловік просто повідомило про звуки без докладного опису.